# 约翰·罗杰·贝尔德
约翰·羅傑·贝尔德（John Logie Baird，1888年8月13日—1946年6月14日），英國工程师及发明家，电动机械电视和彩色電視系统的发明人。他的其他發明貢獻包括發展光纖、无线电测向运动、红外线夜視鏡及雷达。

## 出生和教育
贝尔德出生於苏格兰阿蓋爾-比特的海伦堡。他早期在海伦堡的拉知菲学校受教育。拉知菲学校現为罗门学校一部分。之後贝尔德先后於格拉斯哥和西苏格兰技术学院（史特拉斯克萊德大學前身）和格拉斯哥大学学习。但因为第一次世界大战，贝尔德没有完成他的学位。

## 電視實驗

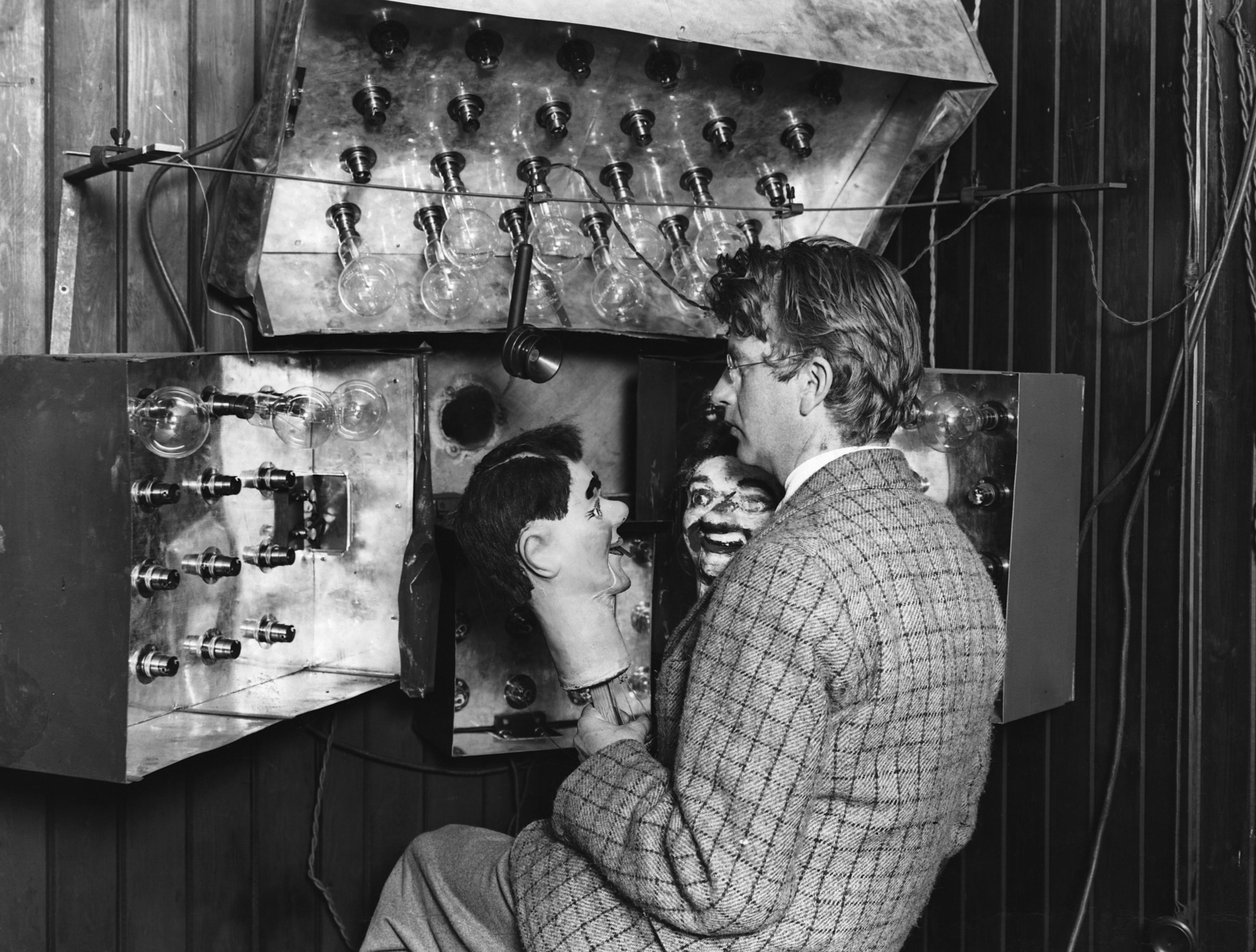
貝爾德和他的電視設備及假人「James」與「Stooky Bill」。

### 首次公眾示範
1925年，貝爾德在倫敦Selfridges百貨公司首次對公眾示範電視。1928年7月3日，他演示了世界上第一次彩色電視传输。

### 電視廣播
他成功將1931年葉森打吡首次作電視直播。1944年8月16日，他首次演示全电子彩色电视显示屏。

## 延伸閱讀
- McArthur, Tom, and Peter Waddell, The Secret Life of John Logie Baird. London: Hutchinson, 1986. ISBN 0-09-158720-4.
- Rowland, John, The Television Man: The Story of John Logie Baird. New York: Roy Publishers, 1967.
- Tiltman, Ronald Frank, Baird of Television. New York: Arno Press, 1974. (Reprint of 1933 ed.) ISBN 0-405-06061-0.

## 外部連結
- The Baird Television Website （页面存档备份，存于）
- Baird on DigitalCentury.com （页面存档备份，存于）
- Mechanical TV: Baird Television
- Baird bio on BBC site（页面存档备份，存于）
- How to build a Baird televisor - also contains many detailed references to Baird's history
- John Logie Baird - Gizmohighway Technology Guide
- Narrow Bandwidth Television Association （页面存档备份，存于）
- Phonovision（页面存档备份，存于）